# 草谷 (公司)
草谷（Grass Valley）是加拿大的專業視訊及廣播製作技術公司，總部設在魁北克，成立於1959年4月7日，1974年與Tektronix公司合併，成為旗下視訊廣播部門，直到1999年9月其重新獨立。2002年被法國湯姆遜集團收購，2011年1月美國私募基金Francisco Partners公司收購Grass Valley，同年3月Canopus（康能普視）公司併入Grass Valley。

## 歷史
Grass Valley於1959年由唐納德·哈爾博士在草谷 (加利福尼亚州)Sierra Nevada山脈山腳下成立為一家小型研發公司。 Hare在從他的朋友Charles Litton，Sr。學習了它之後選擇了Grass Valley。在1964年，Grass Valley在全國廣播公司協會的酒店房間展示了它的第一個視頻產品，一個視頻分配放大器。到1968年，Grass Valley集團推出了第一台視覺混音器，這是幫助建立公司聲譽的旗艦產品。
該公司於1974年與泰克合併，而且在未來十五年裡，Rick Mathewson的創造力和願景非常成功。當Tektronix剝離其印刷，視頻和網絡部門時，它將視頻業務賣給了加利福尼亞州聖地亞哥的私人投資者Terry Gooding，該公司以Grass Valley Group，Inc.的名義重新註冊。該銷售於1999年9月24日關閉。
2002年，法國電子巨頭Thomson Multimedia（現在稱為Technicolor SA）收購了Grass Valley集團。[1]在擁有Thomson的股權之後，草谷集團被迫將其產品線與其母公司現有的專業和廣播產品合併，結果不一。
2008年金融危機後，Thomson違約其金融契約，並被其債權人強行剝離其Grass Valley業務，PRN和其他製造實體。 2009年1月29日，Thomson宣布他們正在出售Grass Valley公司。[2]
2010年，Grass Valley業務部門，不包括頭端和傳輸業務，被私募股權公司Francisco Partners收購，並於2011年1月1日恢復在加利福尼亞州舊金山設有辦事處的獨立公司。[3]該公司於2013年8月宣布將其總部遷至俄勒岡州的希爾斯伯勒，並於今年年底前遷至現有辦公室。[4]
2014年3月31日，Belden公司收購了Francisco Partners公司，並與2012年7月27日收購的Miranda Technologies [5]合併。[6]合併後的公司經營Grass Valley。